# Fosfato de tributila
Fosfato de tributila, abreviado na literatura como TBP (do inglês tributyl phosphate), é um composto organofosforado, éster fosfato do ácido ortofosfórico com n-butanol, com a fórmula (C4H9O)3PO ou (CH3CH2CH2CH2O)3PO. Este líquido incolor e inodoro encontra algumas aplicações como um líquido extratante e como plastificante.

## Produção
Fosfato de tributila é produzido pela esterificação de ácido ortofosfórico com n-butanol. Em sínteses laboratoriais procede-se à reação com oxicloreto de fósforo:
POCl3  +  3 C4H9OH  →   PO(OC4H9)3  +  3 HCl
A produção mundial é estimada em 3 a 5 mil toneladas.

## Usos
TBP é um solvente e plastificante para ésteres de celulose tais como a nitrocelulose e o acetato de celulose. Forma complexos hidrofóbicos estáveis com alguns metais. Estes complexos são solúveis em solventes orgânicos, bem como CO2 supercrítico. As principais utilizações de TBP na indústria são como componente de fluido hidráulico para aeronaves, e como um solvente para a extração e purificação de metais terras-raras des seus minérios.
TBP encontra utilização como solvente em tintas, resinas sintéticas, gomas, adesivos (destacadamente para compensados contraplacados) e herbicidas e fungicidas concentrados.
Como ele não tem odor, encontra utilização como agente antiespuma em soluções detergentes, e em várias emulsões, tintas e adesivos. É encontrado também como um antiespumante em soluções anticongelantes etileno glicol-bórax.[carece de fontes?] Na lubrificantes a base de óleo a adição de TBP aumenta a resistência da película de óleo. É também usado em líquidos mercerizantes, onde melhora suas propriedades de molhabilidade. Também encontra aplicação como um meio de troca térmica. TBP é usado em alguns produtos de consumo, tais como herbicidas e tintas e bases de tingimento diluídas em água.

### Química nuclear
Uma solução de fosfato de tributila em querosene ou dodecano a 15–40% (usualmente a aproximadamente 30%) é usada na extração líquido-líquido (extração por solvente) de urânio, plutônio, e tório de hastes de combustível nuclear de urânio exauridas (gastas) dissolvidas em ácido nítrico, como parte de um processo de reprocessamento nuclear como PUREX.
O embarque de 20 toneladas de fosfato de tributila da República Popular da China para a Coreia do Norte, em 2002, coincidindo com a retomada da atividade no Centro de Pesquisa Científica Nuclear de Yongbyon, foi visto pelo Estados Unidos e pela Agência Internacional de Energia Atômica como motivo de preocupação, sendo esse montante foi considerado suficiente para extrair material suficiente para talvez 3-5 armas nucleares potenciais.

## Perigos
Em conta(c)to com ácido nítrico concentrado a solução TBP-querosene produz óleo vermelho, perigoso e explosivo.